# 謝爾蓋·阿克肖諾夫
謝爾蓋·瓦列里耶維奇·阿克肖諾夫（羅馬化：Sergey Valerʼyevich Aksyonov；1972年11月26日—），俄羅斯政治家。2014年克里米亞危機期間，克里米亞單方面宣佈從烏克蘭獨立並併入俄羅斯，他是併入俄羅斯後的首任克里米亞部長會議主席（行政長官）。2014年，他被俄羅斯任命为克里米亚首脑，任職至今。
阿克肖諾夫在2014年克里米亞危機中當克里米亞部長會議（政府內閣）被包圍時被選出。3月初向俄羅斯尋求財政及軍事援助，最終俄羅斯军队派遣2萬2千大軍進駐克里米亞。后在俄罗斯RT电视台专访中否认俄罗斯干涉克里米亚的说法，称克里米亚局势平静有序，还认为乌克兰新政府不是合法的，也不打算與他们合作。3月18日，他与俄罗斯联邦总统普京、塞瓦斯托波尔市市长阿列克谢·查利签署克里米亚入俄条约。4月14日，阿克肖诺夫被普丁任命为俄联邦克里米亚共和国的临时行政长官，其任期直到举行选举。